# Majavel

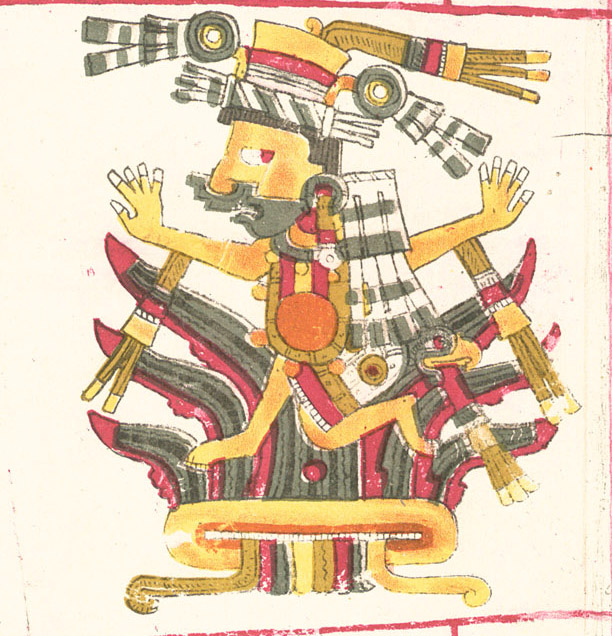
Majavel ábrázolása a Borgia-kódexben

Majavel (spanyolos írásmóddal Mayáhuel) az azték mitológiában eredetileg az egyik termékenységistennő, később az agávé és a belőle készült, oktli nevű bódító ital istennője. Patekatl felesége. Az ábrázolásokon 400 melle van.